# Jadwiga Andegaweńska
Jadwiga Andegaweńska, również królowa Jadwiga (ur. między 3 października 1373 a 18 lutego 1374 w Budzie, zm. 17 lipca 1399 w Krakowie) – królowa Polski z dynastii Andegawenów, córka Ludwika Węgierskiego i Elżbiety Bośniaczki, w 1384 koronowana na króla Polski, pierwsza żona króla Władysława Jagiełły, apostołka Litwy, święta Kościoła katolickiego, jedyna polska monarchini wyniesiona na ołtarze. Choć nie otrzymała oficjalnie tego tytułu, przez część wiernych Kościoła katolickiego czczona jest jako patronka Polski.

## Jadwiga – tytulatura, pieczęcie

### Tytulatura
Królewna węgierska i polska Jadwiga była określana w dokumentach jako Hedvigis filia regis Ungarie et Polonie. Po ostatecznym desygnowaniu Jadwigi przez Elżbietę Bośniaczkę na władczynię Polski królewnie przysługiwał tytuł heres Poloniae (dziedziczka Polski).
Po koronacji pełna tytulatura Jadwigi brzmiała: Hedvigis Dei gratia regina Poloniae, necnon terrarum Cracovie, Sandomirie, Siradie, Lancicie, Cuiavie, Pomoranieque domina et heres (Jadwiga z Bożej łaski królowa Polski, a także pani i dziedziczka ziem krakowskiej, sandomierskiej, sieradzkiej, łęczyckiej, kujawskiej i pomorskiej), a w wersji skróconej serenissima princeps domina Hedwiga regina Poloniae lub Hedwigis regina Poloniae. Po zawarciu małżeństwa z Władysławem Jagiełłą do tytulatury polskiej Jadwigi dodawano tytulaturę litewską i ruską po mężu: Hedvigis regina Poloniae, princepsque Lithuanie suprema et heres Russiae (królowa Polski oraz najwyższa księżna Litwy i dziedziczka Rusi). W okresie od maja 1395 r. (śmierć siostry Marii, króla Węgier) do lipca 1397 r. (zawarcie porozumienia ze szwagrem Zygmuntem Luksemburskim na zjeździe spiskim) Jadwiga używała ponadto tytułu heres Ungariae (dziedziczka Węgier).
W zgodnej opinii źródeł Jadwiga została „koronowana na króla Polski” (in regem Poloniae coronata), co oznaczało, że po koronacji została pełnoprawnym władcą, pozycję tę utrzymała również po małżeństwie z Jagiełłą. Mimo to, w dokumentach, również wystawionych przez siebie, Jadwiga Andegaweńska nie była nazywana królem (rex), ale – zgodnie ze swoją płcią – królową (regina).

### Sfragistyka
Kilka pieczęci królowej Jadwigi znanych jest z oryginałów i odlewów i odrysów, z XIX wieku. Wiadomo, że pieczęć majestatyczną królowej odciskano w wosku bezbarwnym, a pieczęć herbową w wosku czerwonym.
Na pieczęci majestatycznej, przywieszonej m.in. do dokumentu z 1386, wyobrażono smukłą postać Jadwigi z insygniami władzy, siedzącej na gotyckim, okazałym tronie otoczonym tarczami herbowymi. Odrys pieczęci posłużył Janowi Matejce do namalowania wizerunku Jadwigi na majestacie.
Na innej pieczęci Jadwigi, przywieszonej do dokumentu z 1387, umieszczono polskiego Orła zwróconego głową, zgodnie z zasadą kurtuazji herbowej, w stronę tarczy węgierskiej linii Andegawenów. Ukazany na pieczęci anioł-tarczownik (tenant – trzymacz tarczy) jest jednym z pierwszych przykładów zastosowania tego schematu ikonograficznego w sfragistyce polskiej. Na małej pieczęci Jadwigi, przywieszonej do dokumentu z 1397, wyobrażono herb węgierskich Andegawenów z klejnotem w formie głowy strusia między dwoma piórami.
Legendy pieczęci są częściowo zatarte, jednak mimo ubytków czytelna jest tytulatura Jadwigi: Hedwigis dei gracia regina Polonie.

## Życiorys

### Królewna Jadwiga

#### Data i miejsce urodzenia
W zgodnej opinii źródeł węgierskich i polskich Jadwiga była ostatnim dzieckiem ze związku Ludwika Węgierskiego i Elżbiety Bośniaczki. Data urodzin przyszłej królowej nie została odnotowana w źródłach i może być ustalona jedynie na podstawie danych pośrednich. Dawniejsza historiografia za datę narodzin Jadwigi uznawała rok 1371, opierając się na błędnym przekazie Jana Długosza. W XX w. historycy ustalili, że w roku 1371 przyszła na świat starsza siostra Jadwigi Maria Andegaweńska, a ostatnie dziecko Ludwika Węgierskiego i Elżbiety Bośniaczki urodziło się pod koniec roku 1373 albo na początku roku 1374.
Jan Dąbrowski jako pierwszy zwrócił uwagę na źródła z epoki, z których można wywnioskować, że Jadwiga urodziła się po 3 października 1373 r. (dokument Ludwika Węgierskiego mówiący o dwóch córkach króla i dziecku, które się dopiero narodzi), a przed 17 kwietnia 1374 (instrukcja poselska wymieniająca imiennie trzy córki króla, w tym Jadwigę). Przyjął ponadto, że najbardziej prawdopodobny czas narodzin Jadwigi to pierwsze tygodnie roku 1374. Anna Misiąg-Bocheńska za najpóźniejszą możliwą datę narodzin Jadwigi przyjęła dzień 18 lutego 1374, ponieważ z zapisków w Kalendarzu katedralnym krakowskim wynika, że 18 lutego 1386 Jadwiga była już in annis maturitatis, tj. musiała mieć w tym dniu ukończone 12 lat.
Większość współczesnych badaczy przyjmuje, że Jadwiga urodziła się albo w dniu 18 lutego 1374, albo kilka dni wcześniej, np. 15 lutego lub najwcześniej 11 lutego.
Prawdopodobnym miejscem narodzin królowej Jadwigi był zamek wyszehradzki lub zamek budziński.

#### Imię (imiona)
Królewna Jadwiga otrzymała imię chrzestne na cześć księżnej wrocławskiej Jadwigi Śląskiej, kanonizowanej w 1267, której kult wówczas się rozwijał, lub po księżnej kaliskiej i królowej Polski Jadwidze, żonie Władysława Łokietka, swej prababce. W dokumentach z epoki imię Jadwigi zapisywano jako Adviga, Hedviga (Heduiga), Hedvigis (Hedwigis, Heduigis), Hedwig.
Być może Jadwiga Andegaweńska nosiła również drugie, słowiańskie imię Draga, pod którym występuje w zadarskiej kronice Pawła Pavlovicia. Pierwsze, chrzestne imię Jadwiga mogła otrzymać zgodnie z życzeniem babki Elżbiety Łokietkówny, a drugie nadałaby jej matka.

#### Wczesne dzieciństwo
Jadwigę od dzieciństwa przygotowywano do pełnienia roli królowej poprzez wykształcenie. Pobyt w środowisku kulturalnym dworu w Budzie sprawił, że Jadwiga posiadła umiejętność czytania, znajomość języków obcych, zamiłowanie do lektury, muzyki, sztuki i nauki.
15 czerwca 1378 została zaręczona z ośmioletnim Wilhelmem z dynastii Habsburgów. Odbyła się nawet ceremonia zaręczyn mających charakter formalnego ślubu między dziećmi (sponsalia de futuro). Nie był to jednak kontrakt nierozerwalny. Podpisano zobowiązanie, że strona, która zerwałaby zaręczyny, wypłaci drugiej stronie 200 000 florenów w złocie.

### Królowa Jadwiga

#### Objęcie tronu i koronacja
Na zjeździe rycerstwa w Radomsku 25 listopada 1382 postanowiono obrać jedną z córek zmarłego króla Ludwika Węgierskiego na króla Polski. Uchwalono wówczas:

Ściśle dochować hołdu wierności złożonego córkom nieboszczyka króla, byleby którakolwiek z nich razem ze swoim małżonkiem – oboje koronowani na króla i królową Polski – w Polsce przemieszkiwali stale.

W odpowiedzi na tę uchwałę wdowa po królu, Elżbieta Bośniaczka, przysłała na zwołany 26 lutego 1383 zjazd w Sieradzu uroczyste oświadczenie z przyrzeczeniem przysłania młodszej córki Jadwigi celem dokonania aktu koronacji.
13 października 1384 przybyła Jadwiga z Węgier do Polski, na Wawel, mając zaledwie 10 lat. 16 października tegoż roku w Krakowie została koronowana przez arcybiskupa gnieźnieńskiego Bodzantę na króla Polski. Wobec jej małoletniości ster rządów w państwie dzierżyli możnowładcy małopolscy, pozostający w kontakcie z jej matką, Elżbietą Bośniaczką – jednak nie powołano regenta, ponieważ, jak pisze Jan Długosz: 

Wszystko, co mówiła lub czyniła, znamionowało sędziwego wieku powagę.

#### Sprawa małżeństwa z Wilhelmem Habsburgiem
Kandydaturę Wilhelma Habsburga na męża Jadwigi usilnie popierał książę opolski Władysław Opolczyk, który nawet opanował 24 sierpnia 1385 zamek wawelski, przygotowując dopełnienie ceremonii małżeństwa.
Panowie krakowscy mieli jednak wobec niej zupełnie inne plany, chcąc związać Polskę z Litwą, ofiarowali polską koronę wielkiemu księciu litewskiemu Jagielle, który miał przyjąć chrzest razem ze swoim państwem (unia w Krewie 14 sierpnia 1385). Kasztelan krakowski Dobiesław Kurozwęcki przepędził austriackiego pretendenta z zamku. Jan Długosz utrzymuje, że zrozpaczona młodziutka królowa, próbowała wówczas wyrąbać toporem bramę wawelską, by uciec z miłością swojego życia na Śląsk (powstrzymać miał ją podskarbi wielki koronny Dymitr z Goraja), jednakże harmonijny związek, jaki stworzyła z Jagiełłą, świadczy o innej motywacji jej postępowania niż uczucie do Habsburga.

#### Małżeństwo z Władysławem Jagiełłą
11 stycznia 1386 w Wołkowysku panowie polscy oznajmili Jagielle, że Jadwiga zgodziła się zostać jego żoną. Królowa odwołała publicznie swoje sponsalia z Wilhelmem. Jagiełło przybył do Krakowa, gdzie 15 lutego 1386 przyjął chrzest. 18 lutego tegoż roku Jadwiga i Jagiełło uroczyście zawarli związek małżeński w katedrze na Wawelu. Dwa tygodnie później, 4 marca w katedrze wawelskiej odbyła się uroczysta koronacja przez abp. Bodzantę i obecnego legata papieskiego, Maffiolusa de Lampregnano, jej męża Władysława Jagiełły, na króla Polski.
Historycy wielokrotnie spekulowali na temat relacji między Jadwigą i jej mężem, Władysławem II Jagiełłą. Dominuje przekonanie, iż Jadwiga była w tym politycznym związku nieszczęśliwa, ze względu na różnicę wieku, wychowania, czy kultury. Według odmiennej koncepcji zaprezentowanej ostatnio Jagiełło był dla Jadwigi raczej postacią ojcowską, a ich współżycie mogło mieć stosunkowo harmonijny charakter.

#### Władysław II Jagiełło i Jadwiga Andegaweńska – współrządy
Władysław II Jagiełło rozpoczął współrządy z Jadwigą Andegaweńską w 1386 roku, po zawarciu unii w Krewie i swoim ślubie z królową Polski. Jadwiga, jako król Polski, była formalnie równorzędnym władcą, co czyniło ich współpracę unikalnym przypadkiem w historii monarchii europejskiej. Współrządy te skoncentrowały się na zacieśnieniu unii polsko-litewskiej oraz wzmocnieniu obu państw wobec zagrożeń zewnętrznych, przede wszystkim ze strony Zakonu Krzyżackiego. Wspólnie przeprowadzili chrystianizację Litwy w 1387 roku, co miało kluczowe znaczenie dla integracji Litwy z Polską. Jadwiga angażowała się w sprawy kultury, edukacji i religii, podczas gdy Jagiełło odpowiadał za kwestie militarne i polityczne. Ich współpraca doprowadziła do reform administracyjnych oraz rozwoju unii personalnej między Polską a Litwą. Po śmierci Jadwigi w 1399 roku Jagiełło kontynuował politykę zapoczątkowaną w czasie ich wspólnych rządów, które uznaje się za fundament potęgi Jagiellonów w Europie Środkowo-Wschodniej.

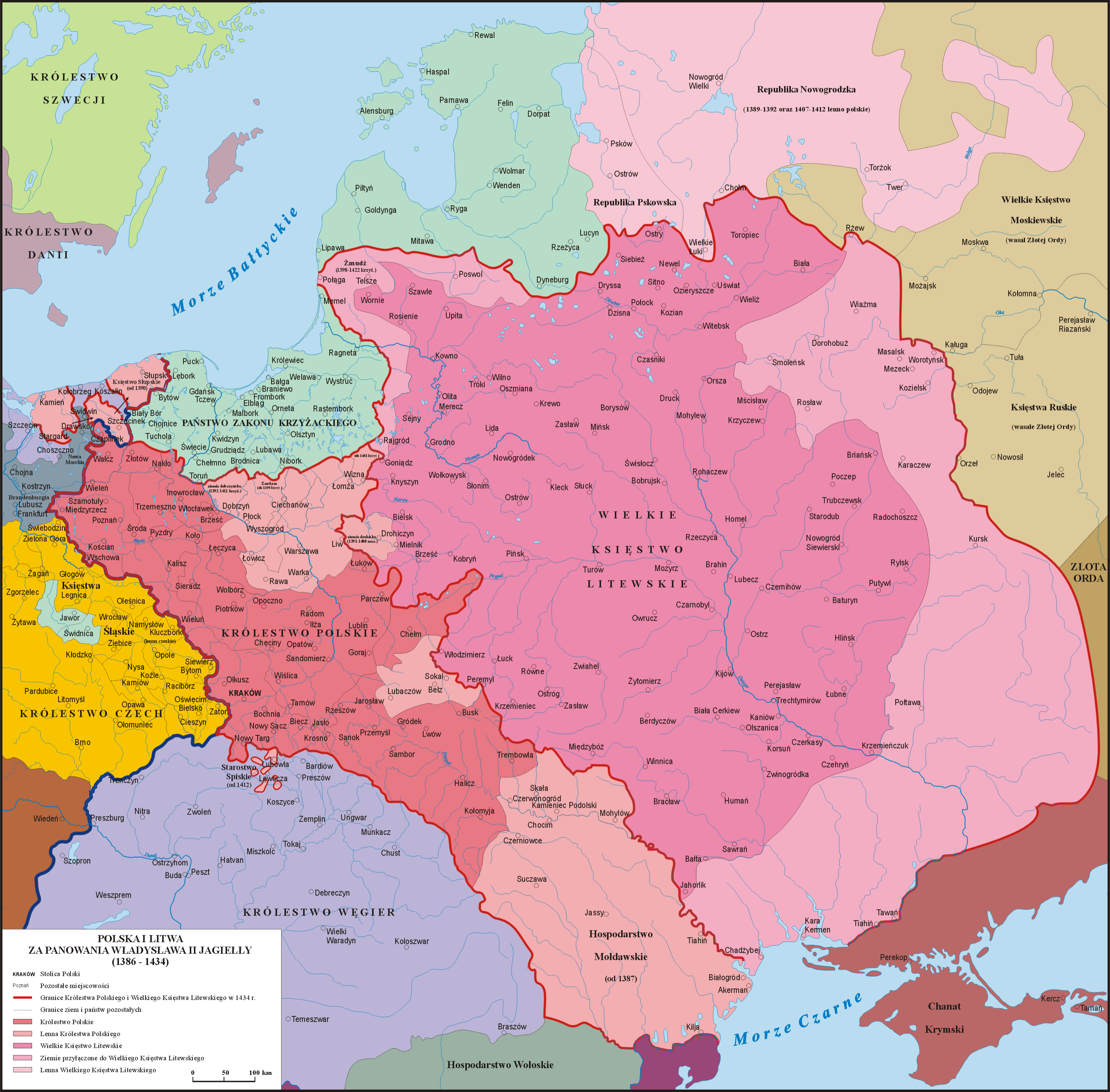
Polska i Litwa w latach 1386–1434

#### Działalność polityczna
Na wiosnę 1387 Jadwiga stanęła na czele wyprawy rycerstwa polskiego, której celem było odbicie zajętej przez Węgrów Rusi Czerwonej. 8 marca 1387 potwierdziła przywileje dla Lwowa, gwarantując mu prawo składu. Tam też 26 września 1387 złożył jej hołd lenny hospodar mołdawski Piotr I. W 1395 r. zmarła siostra Jadwigi – Maria, co osłabiło pozycję na Węgrzech jej męża Zygmunta Luksemburskiego. Aby nie psuć stosunków z Zygmuntem, Jadwiga zaprzestała używać tytułu królowej Węgier, ale się go nie zrzekła. W 1397 r. doszło do spotkania Zygmunta Luksemburskiego z Jadwigą i Władysławem Jagiełłą. Zygmunt dożywotnio odstąpił Jagielle swoje prawa do Rusi Halickiej, ten natomiast zrezygnował ze zwierzchnictwa nad Mołdawią i Podolem. Podpisano układ pokojowy, który miał obowiązywać przez szesnaście lat. Zawarcie tego pokoju pozwoliło stronie polskiej na wystąpienie wobec Zakonu z roszczeniami dotyczącymi zwrotu ziemi dobrzyńskiej. W 1397 r. w Inowrocławiu odbyła zjazd z wielkim mistrzem krzyżackim Konradem von Jungingenem w celu wynegocjowania powrotu do korony ziemi dobrzyńskiej. Zjazd nie przyniósł pozytywnych rezultatów, Krzyżacy nie byli skłonni do oddania tego terenu .

#### Działalność kulturalna i fundacje kościelne
Na swoim dworze skupiła elitę intelektualną Polski (Piotr Wysz, Mateusz z Krakowa, Hieronim z Pragi). Zleciła pierwsze w historii Polski tłumaczenie Księgi Psalmów na język polski (zachował się po dziś dzień egzemplarz tego dzieła znany jako Psałterz floriański).
Fundowała wiele nowych kościołów i uposażała już istniejące klasztory. Opiekowała się szpitalami. W 1397 założyła bursę dla polskich i litewskich studentów przy Uniwersytecie Karola w Pradze. W tym też roku uzyskała zgodę papieża na utworzenie fakultetu teologii na Akademii Krakowskiej.

#### Śmierć i pochówek
22 czerwca 1399 urodziła córkę Elżbietę Bonifację, która zmarła 13 lipca 1399. Jadwiga zmarła cztery dni później około godziny 13, prawdopodobnie na gorączkę połogową. Królowa Jadwiga została pochowana w katedrze wawelskiej 19 lipca tegoż roku. Podczas jej pogrzebu Stanisław ze Skalbmierza, rektor Akademii Krakowskiej, powiedział wówczas m.in.:

Królowa była ozdobą kleru, rosą dla biednego, kolumną Kościoła, łaskawością dla dostojników, czułą opiekunką obywateli, matką biednych, ucieczką nędzarzy, obrończynią sierot, kotwicą słabych, opiekunką wszystkich poddanych.

W testamencie zapisała swój majątek Akademii Krakowskiej. Kiedy w styczniu 1887 otworzono jej grobowiec, znajdujący się w katedrze wawelskiej, stwierdzono, że klejnoty grobowe wykonane były ze skóry i drewna.
Grób powszechnie czczonej królowej nie znalazł oprawy godnej jej wyjątkowej pozycji i zasług. Być może w oczekiwaniu na rychłą kanonizację Jadwigi Andegaweńskiej odwlekano budowę bardziej okazałego grobowca. Przez ponad 200 lat skromna płyta lub tumba nad pochówkiem królowej znajdowała się po północnej stronie prezbiterium, obok wielkiego ołtarza katedry. Według źródeł, z XVI wieku, napis na grobie Jadwigi Andegaweńskiej brzmiał: „Sidus Polonorum, hic iacet Hedvigis eorum Regina” (Gwiazda Polaków, tu spoczywa Jadwiga ich Królowa).

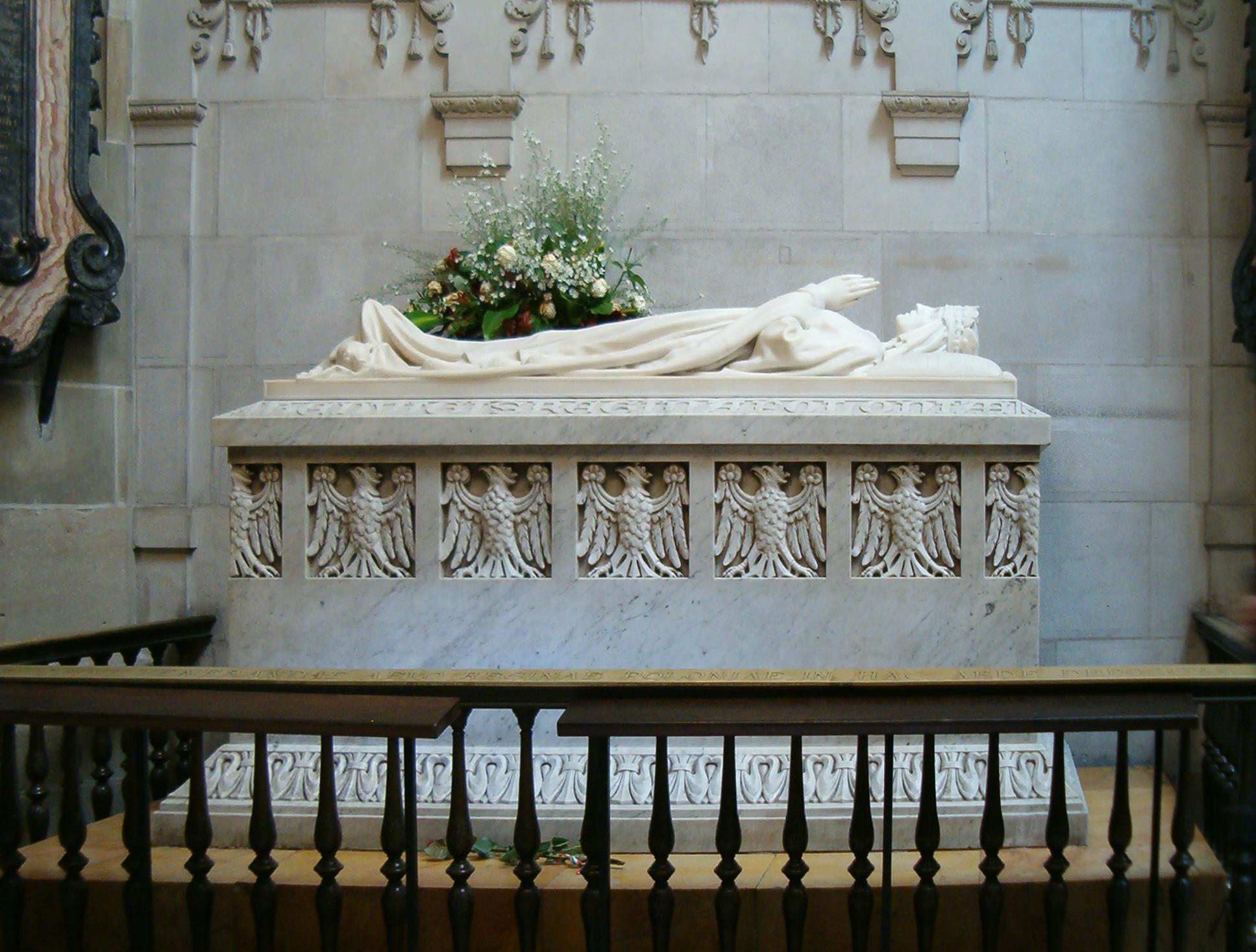
Nagrobek Jadwigi Andegaweńskiej w katedrze na Wawelu (obecnie pusty)

Pierwotna, być może wapienna, płyta grobowca Jadwigi została zniszczona podczas przebudowy prezbiterium katedry w 1. połowie XVII wieku. Wówczas to nieoznaczone miejsce pochówku królowej zniknęło pod nową posadzką. W 1634 wykonaną z czarnego marmuru płytę memoratywną z nową inskrypcją, fundacji biskupa Piotra Gembickiego, umieszczono po lewej stronie wielkiego ołtarza, na występie podwyższenia posadzki.
W Rocznikach Jana Długosza zanotowany został też anonimowy łaciński wiersz Sidus Polonorum iacet hic Hedvigis eorum, poświęcony zmarłej Jadwidze.

#### Eksploracja grobu
Jej sarkofag w katedrze wawelskiej kilkakrotnie otwierano. Po raz pierwszy zrobiono to w XVII w., przy okazji przebudowy katedry.
W 1887 naukowcy w obecności Jana Matejki, który przygotowywał portrety polskich władców, otworzyli grobowiec powtórnie. Napisano wówczas sprawozdanie – skromna trumna zawierała kompletny szkielet i królewski płaszcz. Malarz wykonał szkic czaszki, po czym szczątki królowej umieszczono w miedzianej trumnie, a tę z kolei w większej, dębowej. Następnie grób ponownie zamurowano.
W 1949 naukowcy przeprowadzili badania szczątków, otwierając 12 lipca tegoż roku o godzinie 11:25 ponownie jej grób w celu ustalenia jej bliższego wyglądu. Stwierdzono, że monarchini prawdopodobnie została pochowana razem ze zmarłą trzy tygodnie po narodzinach córeczką, której szkielet się nie zachował, ponieważ kości noworodka nie były dostatecznie ukształtowane. Asystujący przy otwarciu jej grobu prof. Mieczysław Tobiasz tak opisał to wydarzenie:

Po chwili zeszli na dół laborant Franciszek Sikorski i jeden z robotników i stanęli obok trumny przylegającej jednym bokiem do ściany katedry, zdejmując deski wierzchnie. Ukazało się wtedy leżące w pośrodku postaci jabłko królewskie oraz wypukłość głowy, przykrytej – jak cała postać królowej Jadwigi – tkaniną brunatnej barwy. Po włożeniu zbutwiałych desek do środka trumny – z największą ostrożnością zaczęto wiązać ją w trzech miejscach, podkładając od spodu na wszelki wypadek białe prześcieradło. Ostrożności te okazały się konieczne, gdyż dno drewnianej paki miało w pośrodku wąską szparę, a zachodziła obawa rozsypania się. Na szczęście bez większych trudności wyjęto pakę z całą zawartością i wśród wielkiego wzruszenia przeniesiono do skarbca katedralnego, gdzie o godzinie 13 złożono drogie szczątki na jednym z trzech przygotowanych stołów. Tutaj odczytano dekret o ekskomunice w wypadku zabrania jakichkolwiek części osobistych królowej Jadwigi lub podłożenia czegokolwiek, a dziekan profesor Jan Olbrycht i doktor Marian Kusiak złożyli przysięgę przed przystąpieniem do badania zwłok. (...) Po usunięciu resztek materii, którą była przykryta królowa Jadwiga, oczom obecnych odsłoniła się doskonale zachowana czaszka z oczodołami i jamą kości nosowej, zasypanymi próchnem trumny, jakie wypełniało całą skrzynię. Charakterystyczne było ułożenie postaci Jadwigi, zbliżone do jednego z boków trumny, co łatwo można było wytłumaczyć tym, że obok niegdyś leżała jej zmarła córeczka, Elżbieta Bonifacja. Naturalnie nie znaleziono żadnych jej szczątków, gdyż po 550 latach z trzechdniowego dziecka, mającego miękkie chrząstki, nic pozostać nie mogło. To jednak charakterystyczne ułożenie ciała dobitnie świadczyło, że niegdyś leżała obok królowej jej zmarła córeczka. Świadczyło to także jeszcze o jednym: mianowicie, iż mimo zmiany trumny ciało nie było ruszane od dnia pogrzebu.

Po dokonaniu wszystkich prac badawczych, szczątki królowej złożono w dwu nakładających się na siebie trumnach, miedzianej i dębowej, a następnie 14 lipca 1949 o godzinie 17 uroczyście złożono do grobowca. Sarkofag ozdobiono nagrobkiem z 1902, wykonanym przez Antoniego Madeyskiego (fundacja Karola Lanckorońskiego). W 1976, z uwagi na rozwój medycyny sądowej, postanowiono przeprowadzić kolejne badania. Ustalono, że Jadwiga Andegaweńska była kobietą silnej budowy i bardzo wysoką (175–180 cm). Nie wykryto zmian patologicznych kośćca, jednak zwrócono uwagę na szczególnie wąską i wysoką miednicę, której budowa mogła spowodować komplikacje przy porodzie. Wiek biologiczny monarchini w chwili zgonu, oceniony na podstawie badań anatomicznych, był wyższy od metrykalnego o kilka lat (28–30 lat).
W 1987 relikwie królowej Jadwigi umieszczono w północno-wschodniej części katedry – w mensie ołtarza z czarnym krucyfiksem, z którego według legendy przemówił do bardzo młodej wówczas dziewczyny Chrystus, doradzając jej ślub z Jagiełłą. Neogotycki nagrobek pozostał pusty. W zbiorach muzealnych Ośrodka Dokumentacji i Studium Pontyfikatu Jana Pawła II w Rzymie przechowywany jest osobisty, papieski relikwiarz świętej Jadwigi królowej.

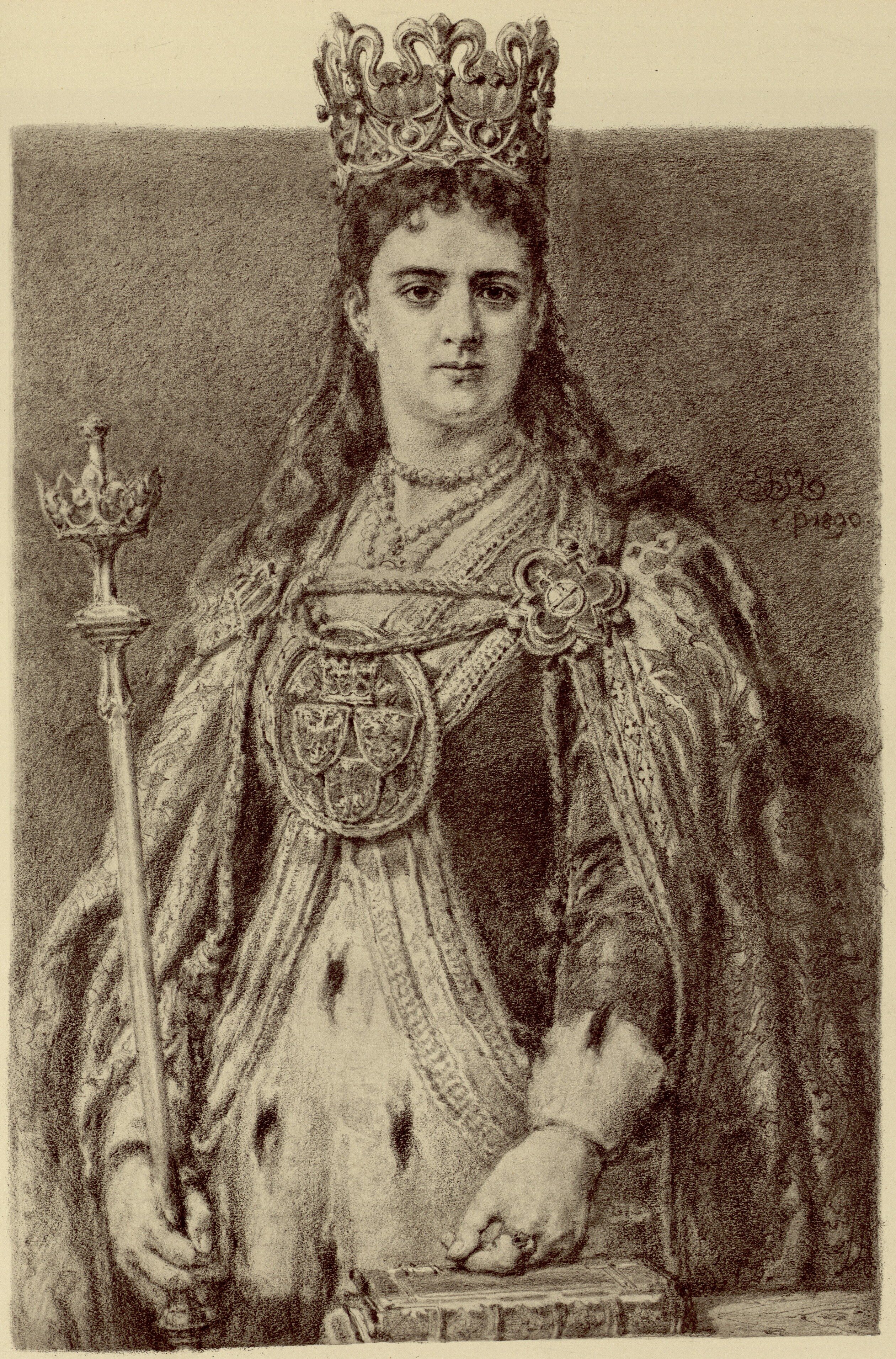
Wizerunek Jadwigi Andegaweńskiej w wyobrażeniu artysty Jana Matejki (XIX w.).
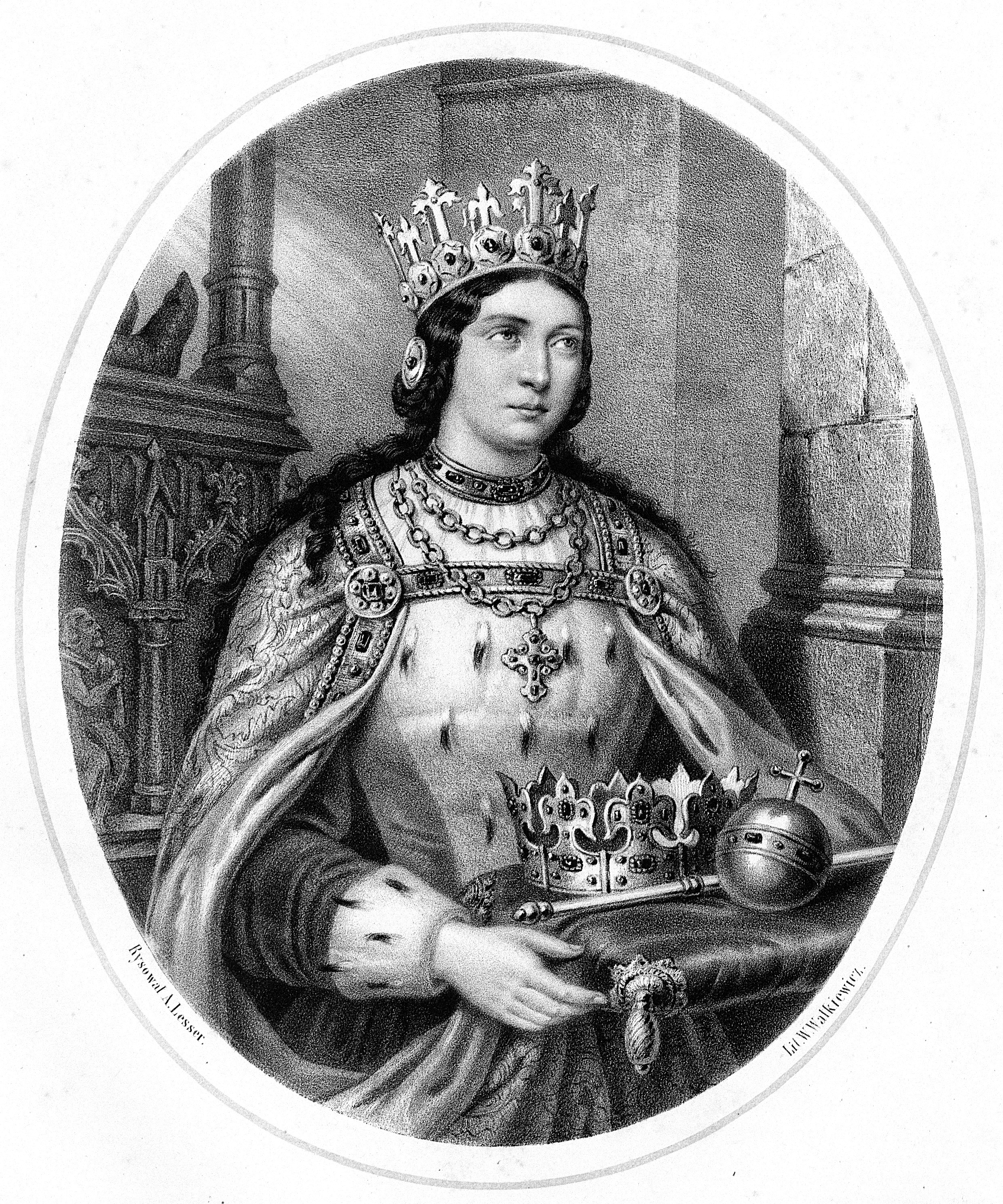
Wyobrażenie Jadwigi z wizerunków królów polskich autorstwa Aleksandra Lessera (XIX w.).

## Tablica przodków
| Tablica rodowodowa                                   |                                                                                          |                                                                                          |                                                                                          |                                                                                          |                                                                                     |                                                                                     |                                                                                     |                                                                                     |
| Prapradziadkowie                                     | król Neapolu Karol II Andegaweński (1254–1309) ∞1270 Maria Węgierska (1257–1325)         | król Niemiec Rudolf I Habsburg (1218–1291) ∞1245 Gertruda von Hohenberg (1225–1281)      | Kazimierz I Kujawski (1211–1267) ∞1257 Eufrozyna Opolska                                 | Bolesław Pobożny (1224–1279) ∞1256 Jolenta Helena Węgierska (1244–1304)                  | ban Bośni Uban Prijezda I (1211–1287) ∞ Elżbieta                                    | król Serbii Stefan Dragutin (1252–1316) ∞1269 Katarzyna węgierska (1256–1314)       | Ziemomysł Inowrocławski (1245–1287) ∞1268 Salomea pomorska (zm. 1312)               | ?                                                                                   |
| Pradziadkowie                                        | król Węgier Karol Martel Andegaweński (1271–1295) ∞1281 Klemencja Habsburg (1262–1293)   | król Węgier Karol Martel Andegaweński (1271–1295) ∞1281 Klemencja Habsburg (1262–1293)   | król Polski Władysław I Łokietek (1260–1333) ∞ Jadwiga kaliska (1266–1339)               | król Polski Władysław I Łokietek (1260–1333) ∞ Jadwiga kaliska (1266–1339)               | ban Bośni Stefan I Kotroman (1242–1314) ∞1284 Elżbieta Nemanja Serbska (1270–1331)  | ban Bośni Stefan I Kotroman (1242–1314) ∞1284 Elżbieta Nemanja Serbska (1270–1331)  | Kazimierz III Gniewkowski (1278–1347) ∞ ?                                           | Kazimierz III Gniewkowski (1278–1347) ∞ ?                                           |
| Dziadkowie                                           | król Węgier Karol Robert Andegaweński (1288–1342) ∞1320 Elżbieta Łokietkówna (1305–1380) | król Węgier Karol Robert Andegaweński (1288–1342) ∞1320 Elżbieta Łokietkówna (1305–1380) | król Węgier Karol Robert Andegaweński (1288–1342) ∞1320 Elżbieta Łokietkówna (1305–1380) | król Węgier Karol Robert Andegaweński (1288–1342) ∞1320 Elżbieta Łokietkówna (1305–1380) | ban Bośni Stefan II Kotromanić (1292–1353) ∞1324 Elżbieta Kujawska (1302–1343)      | ban Bośni Stefan II Kotromanić (1292–1353) ∞1324 Elżbieta Kujawska (1302–1343)      | ban Bośni Stefan II Kotromanić (1292–1353) ∞1324 Elżbieta Kujawska (1302–1343)      | ban Bośni Stefan II Kotromanić (1292–1353) ∞1324 Elżbieta Kujawska (1302–1343)      |
| Rodzice                                              | król Polski i Węgier Ludwik Węgierski (1326–1382) ∞ Elżbieta Bośniaczka (1340–1387)      | król Polski i Węgier Ludwik Węgierski (1326–1382) ∞ Elżbieta Bośniaczka (1340–1387)      | król Polski i Węgier Ludwik Węgierski (1326–1382) ∞ Elżbieta Bośniaczka (1340–1387)      | król Polski i Węgier Ludwik Węgierski (1326–1382) ∞ Elżbieta Bośniaczka (1340–1387)      | król Polski i Węgier Ludwik Węgierski (1326–1382) ∞ Elżbieta Bośniaczka (1340–1387) | król Polski i Węgier Ludwik Węgierski (1326–1382) ∞ Elżbieta Bośniaczka (1340–1387) | król Polski i Węgier Ludwik Węgierski (1326–1382) ∞ Elżbieta Bośniaczka (1340–1387) | król Polski i Węgier Ludwik Węgierski (1326–1382) ∞ Elżbieta Bośniaczka (1340–1387) |
| święta Jadwiga Andegaweńska, król Polski (1373–1399) |                                                                                          |                                                                                          |                                                                                          |                                                                                          |                                                                                     |                                                                                     |                                                                                     |                                                                                     |

## Życie duchowe
Według zapisów kronikarzy Święta Jadwiga uprawiała surowe umartwienia. Jej kierownikiem duchowym był krakowski dominikanin Henryk Bitterfeld, autor traktatu o Komunii świętej i traktatu ascetyczno-mistycznego napisanego specjalnie dla Jadwigi. W swym życiu harmonijnie łączyła kontemplację z działalnością praktyczną, co wyraziła również w nawiązującym do Ewangelii symbolu dwóch przeplatających się liter MM (Maria i Marta), który poleciła umieścić na ścianach swej komnaty, a chcąc, by chwała Boża nieustannie rozbrzmiewała w katedrze wawelskiej założyła i zapewniła utrzymanie Kolegium Psałterzystów, którzy dzień i noc śpiewali psalmy przed Najświętszym Sakramentem. Ufundowała również i częściowo własnoręcznie wyhaftowała racjonał – drogocenną szatę liturgiczną dla biskupów krakowskich, zachowaną po dziś dzień, używaną podczas największych uroczystości.
Jadwiga prowadziła szeroką działalność charytatywną – ufundowała szpital w Bieczu, uposażyła szpitale w Sandomierzu i Sączu oraz otoczyła opieką liczne inne szpitale miejskie i klasztorne, w tym szpital św. Jadwigi Śląskiej w Krakowie na Stradomiu. Wykazywała wrażliwość nie tylko na biedę materialną, ale stawała również w obronie ludzkiej godności: do króla Władysława Jagiełły, kompensującego pieniędzmi krzywdę chłopów miała powiedzieć: „A któż im łzy powróci?”.

## Beatyfikacja i kanonizacja
Pierwsze próby wyniesienia jej na ołtarze podjął w 1426 arcybiskup gnieźnieński Wojciech Jastrzębiec, ale rozpoczęty proces kanoniczny w wyniku wielu przeszkód natury politycznej nie zakończył się powodzeniem . Następnie z tą propozycją wystąpił w 1949 arcybiskup krakowski książę Adam Stefan Sapieha, który rozpoczął proces informacyjny na szczeblu diecezjalnym. Zebrany materiał w 1950 przesłano do Rzymu. Po zapoznaniu się z tą dokumentacją Stolica Apostolska nie wyraziła jednak zgody na rozpoczęcie formalnej procedury jej beatyfikacji. Następnie w 1974 arcybiskup krakowski Karol Wojtyła, późniejszy papież i święty, wydał orzeczenie o istnieniu publicznego kultu oddawanego „od niepamiętnych czasów”, co pozwoliło jego następcy, kard. Franciszkowi Macharskiemu w 1979 zwrócić się z prośbą do Stolicy Apostolskiej o zatwierdzenie tegoż kultu, do której dołączono obszerną dokumentację liczącą ponad 350 stron .
31 maja 1979, na dwa dni przed I pielgrzymką do Polski, papież Jan Paweł II, beatyfikował ją poprzez zatwierdzenie jej publicznego kultu w archidiecezji krakowskiej i 8 czerwca 1979 na zamknięcie synodu archidiecezji krakowskiej odprawił uroczystą mszę świętą ku jej czci .
Po przeprowadzonym procesie kanonizacyjnym na szczeblu diecezjalnym, 18 lutego 1994 Stolica Apostolska wydała dekret o jego ważności, po czym postulator procesu w 1996 wydał tzw. Positio wymagane w dalszej procedurze kanonizacyjnej. 17 grudnia 1996 Kongregacja Spraw Kanonizacyjnych ogłosiła dekret o heroiczności jej cnót, a 8 kwietnia 1997 ta sama kongregacja ogłosiła dekret stwierdzający cudowny charakter uzdrowienia Anny Romiszewskiej w 1950 za przyczyną błogosławionej królowej Jadwigi.
Uroczystej kanonizacji dokonał papież, Jan Paweł II, 8 czerwca 1997 podczas mszy świętej sprawowanej na krakowskich błoniach, w obecności ponad miliona ludzi . Wspomnienie liturgiczne przeniesiono wówczas z pierwotnego terminu (17 lipca, dies natalis) na dzień 8 czerwca . Była to pierwsza w dziejach kanonizacja na ziemi polskiej . W homilii papież powiedział m.in.:

Najgłębszym rysem jej krótkiego życia, a zarazem miarą jej wielkości, jest duch służby. Swoją pozycję społeczną, swoje talenty, całe swoje życie prywatne całkowicie oddała na służbę Chrystusa, a gdy przypadło jej w udziale zadanie królowania, oddała swe życie również na służbę powierzonego jej ludu.

## Upamiętnienie
Od dnia kanonizacji wspomnienie liturgiczne w Kościele katolickim obchodzone jest 8 czerwca i w Polsce ma rangę wspomnienia obowiązkowego.
Święta Jadwiga jest patronką Polaków i apostołką Litwy.
Władze kilku polskich miejscowości związanych ze świętą Jadwigą podjęły uchwały w sprawie ustanowienia jej patronką miasta. Decyzje rad miejskich zostały oficjalnie potwierdzone przez papieży św. Jana Pawła II, Benedykta XVI i Franciszka, którzy ogłosili świętą Jadwigę patronką m.in. Nieszawy w 2003, Radomska w roku 2008, Inowrocławia w roku 2009 i Tczewa w roku 2016.
Karol Kurpiński poświęcił jej operę Jadwiga Królowa Polska (libretto: Julian Ursyn Niemcewicz, 1814). W 1964 jej wizerunek wraz z królem Władysławem Jagiełłą znalazł się na znaczku pocztowym projektu Stefana Małeckiego o nominale 2,50 zł, wyemitowanym 5 maja przez Pocztę Polską w ramach serii znaczków z okazji 600-lecia Uniwersytetu Jagiellońskiego.
W 1990 z inicjatywy fundatorów: kard. Franciszka Macharskiego i bp. prof. dr. hab. Wacława Świerzawskiego, ówczesnego rektora Papieskiej Akademii Teologicznej w Krakowie założono fundację pod nazwą Fundacja im. Świętej Królowej Jadwigi dla UP J P II, w celu rozbudowy majątku uczelni, a także pomocy finansowej w realizacji zadań w dziedzinie nauk humanistycznych oraz kształcenia kadry naukowej i studentów. Ponadto w 2000 z inicjatywy Aleksandry Markiewicz w Puszczykowie założono inną fundację pod nazwą Fundacja im. Królowej Polski św. Jadwigi w celu szeroko rozumianej działalności o charakterze charytatywnym, w tym przede wszystkim rehabilitacji społecznej i zawodowej oraz integracji osób niepełnosprawnych.
W 1997 Telewizja Polska nakręciła film dokumentalny w reżyserii ks. prof. Andrzeja Baczyńskiego i Tadeusza Szymy pt. Drogi Królowej Jadwigi.
18 października 2009 w Budapeszcie odsłonięto i poświęcono pierwszy pomnik św. Jadwigi na Węgrzech.
Dwa mosty w Polsce, w Bydgoszczy i Poznaniu nazwano jej imieniem. Ponadto w kilkudziesięciu miejscowościach, jedną z ulic również nazwano jej imieniem, m.in. w: Bydgoszczy, Dąbrowie Górniczej, Krakowie, Poznaniu, Toruniu czy Zamościu. Jeden z placów w Żaganiu nosi jej imię. Na Rynku w Inowrocławiu 20 kwietnia 2011 odsłonięto pomnik jej poświęcony. Ponadto pomniki ku jej czci postawiono również w Radomsku i Krakowie (wspólnie z królem Jagiełłą).
Od roku 2006 święta Królowa Jadwiga Andegaweńska jest patronką Uniwersytetu Rzeszowskiego.
Wiele placówek oświatowych zostało nazwanych jej imieniem, m.in.: Wyższa Szkoła Gospodarki w Bydgoszczy, Uniwersyteckie Katolickie Liceum Ogólnokształcące w Tczewie, III Liceum Ogólnokształcące w Inowrocławiu, II Liceum Ogólnokształcące w Siedlcach, II Liceum Ogólnokształcące w Toruniu, X Liceum Ogólnokształcące w Warszawie, II Liceum Ogólnokształcące w Pabianicach, Zespół Szkół Ogólnokształcących nr 2 w Nowym Targu; czy szkoły podstawowe, m.in. w: Białym Kościele, Białymstoku (nr 50), Choczni (nr 2), Czechowicach-Dziedzicach (nr 2), Częstochowie (nr 29), Jarocinie (nr 2), Jarosławiu (nr 1), Knurowie (nr 6), Konstantynowie Łódzkim (nr 1), Lublinie (nr 21), Osieku (nr 2), Oświęcimiu (nr 1), Pcimiu (nr 5), Sierczy, Sulejowie (nr 2), Swarzędzu (nr 2), Tarnowskich Górach (nr 5), Tłuszczu, Uninie czy Wilkowicach (nr 2).

### Pamiątki po św. Jadwidze Andegaweńskiej
Do najcenniejszych pamiątek pozostawionych przez świętą zalicza się:
- Racjonał św. Jadwigi – parament przechowywany w katedrze wawelskiej, własnoręcznie przez nią wyhaftowany, ozdobiony złotem i perłami, zakładany przez metropolitę krakowskiego w wyjątkowych uroczystościach[83];
- Psałterz floriański – księga Psalmów wykonana specjalnie dla niej, jeden z najcenniejszych zabytków języka polskiego, przechowywany w Bibliotece Narodowej w Warszawie, zredagowany w trzech językach: łacińskim, polskim i niemieckim[83];
- Roztruchan – puchar ze złoconego srebra i kryształu górskiego, przechowywany w Muzeum w Dreźnie[83];
- Berło królowej Jadwigi – tzw. rektorskie ze złoconego srebra, przechowywane obecnie w Collegium Maius Uniwersytetu Jagiellońskiego w Krakowie[84];
- Jabłko i berło królowej Jadwigi – drewniane, złocone insygnia grobowe, przechowywane w katedrze na Wawelu[85].

### Ikonografia
W ikonografii św. Jadwiga przedstawiana jest w stroju królewskim.
Jej atrybutem są buciki, z czym związana jest legenda:

Przy budowie kościoła NMP na Piasku, który istnieje do dziś, królowa Jadwiga sama doglądała robót. Pewnego dnia jej czujne oko dojrzało kamieniarza, który był smutny. Kiedy zapytała o powód, odpowiedział, że w domu zostawił ciężko chorą żonę, boi się, że go zostawi z drobnymi dziećmi, a nie ma pieniędzy na lekarza. Królowa, nie namyślając się, oderwała ze swego bucika złotą klamrę, wysadzaną drogimi kamieniami, i oddała ją robotnikowi, aby zapłacił lekarzowi. Nie zauważyła tylko, że stopę położyła na kamieniu oblanym wapnem. Odbity ślad bucika wdzięczny kamieniarz obkuł dokoła i wraz z kamieniem wmurował w zewnętrzną ścianę świątyni. Do dzisiaj można go oglądać.

## W kulturze popularnej

### Literatura
Jadwidze Andegaweńskiej poświęcono wiele utworów literackich, w tym powieści, m.in.:
- Jadwiga i Jagienka (1964) – powieść dla dzieci i młodzieży, oparta na faktach z życia Jadwigi, autorstwa Czesławy Niemyskiej-Rączaszkowej[87]
- Damy polskiego imperium (2017) – powieść historyczna autorstwa Kamila Janickiego, przedstawiająca losy Jadwigi Andegaweńskiej, a także jej babki Elżbiety Łokietkówny i prababki Jadwigi Kaliskiej[88]
- Hedvigis. Dziedziczka królestwa (2021) – powieść historyczna autorstwa Krzysztofa Konopki, przedstawiająca losy młodej Jadwigi oraz jej siostry Marii Andegaweńskiej i matki Elżbiety Bośniaczki[89]

### Gry
- Jadwiga Andegaweńska jest przywódcą Polski w grze strategicznej Civilization VI z 2016 roku[90].
- królowa Jadwiga jest postacią przewodnią polskiej kampanii w rozszerzeniu Dawn of the Dukes do gry strategicznej Age of Empires II: Definitive Edition[91]

### Film
- Habit i zbroja (2017) – dokument fabularyzowany o historii zakonu krzyżackiego, w rolę Jadwigi wcieliły się Jolanta Węglowska i Roma Lubińska-Mycek[92]
- Korona królów (2018) – polska telenowela historyczna, opowiadająca o monarchii w Polsce w XIV wieku, Jadwiga Andegaweńska jest główną bohaterką sezonu trzeciego, a jej rolę gra aktorka i modelka Dagmara Bryzek. W rolę Jadwigi w dzieciństwie wcieliły się Natalia Wolska i Amelia Zawadzka[93][94]